# Sicilia
Sicilia este una dintre regiunile autonome ale Italiei și cea mai mare insulă din Marea Mediterană.

## Geografie
Sicilia are o suprafață de 25.700 km² și 5,1 milioane de locuitori. Prinicipalele orașe sunt Palermo, Catania, Agrigento, Caltanissetta, Enna, Messina, Ragusa, Siracusa și Trapani.
Vulcanul Etna este situat în Catania. La nord, insulele Eoliene fac parte din punct de vedere administrativ din Sicilia, la fel ca și insulele Egadi la est.
Sicilia este cunoscută de mii de ani pentru producția sa de cereale; măslinele și vinul sunt două alte produse importante. Minele din regiunea Caltanissetta au fost în secolul al XIX-lea mari producătoare de sulf, dar și-au început declinul în anii 1950.

## Transport
Sicilia are o rețea destul de densă de șosele, multe dintre ele fiind elevate din cauza terenului muntos al insulei. Trenuri circulă între Italia continentală și Sicilia, vagoanele fiind încărcate în vapoare și trecând Strâmtoarea Messina, unde sunt descărcate și puse din nou pe șine. În 2005, a început construcția unui pod suspendat care conectează Italia continentală și Sicilia. Acest pod are și o cale ferată, însemnând că trenurile circulă direct între Italia și Sicilia fără a mai fi necesar transferul vagoanele pe vapoare.
Aeroporturile principale ale insulei sunt Aeroportul Internațional Palermo și Aeroportul Catania-Fontanarossa. Acestea deservesc zborurile naționale și internaționale (în principal din Europa).

## Istorie

### Antichitate

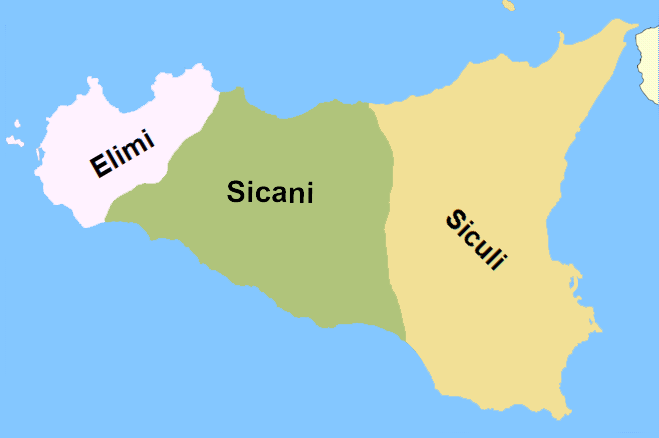
Grupurile etnice antice din Sicilia

Inaintea colonizărilor, Sicilia a fost populată de 3 grupuri etnice: elimi în vest, sicani în centru și siculi în est.
Sicilia, datorită poziției strategice în centrul Mediteranei, a fost colonizată apoi de fenicieni, de cartagenezi și de greci, devenind o provincie romană după primul război punic, fiind o sursă importantă de cereale pentru Roma, sub numele de Provincia Sicilia. După retragerea Imperiului Roman, Sicilia a fost guvernată de Imperiul Bizantin până la cucerirea arabă din 827 până la 902.
Sunt de menționat importantele situri arheologice de la Segesta, Selinunte și Mozia.

### Evul Mediu
Musulmanii din Africa Nordică au cucerit insula în anul 965. Sicilia va face parte din Califatul Fatimid după împărțirea Califatului Arab. Arabii vor organiza o reforma agrară, care a ajutat creșterea productivității. Sicilia își va obține independența sub numele de Emiratul Siciliei, sub regimul musulman.
Diversitatea culturală și toleranța religioasă din perioada musulmană a continuat sub autoritatea normanzilor, care au cucerit insula între 1060-1090 și au transformat-o într-un regat în 1130, și sub dinastia germană Hohenstaufen care a condus din 1194, adoptând Palermo ca reședință regală din 1220.
Conflictele între dinastia Hohenstaufen și papalitate au provocat în 1266 cucerirea insulei de Carol, duce de Anjou.
Pe 30 martie 1282, opoziția față de suveranitatea franceză și de taxele prea mari, a condus la cucerirea și invadarea cu succes a Siciliei de către regele Pedro al III-lea al Aragonului⁠(es)[traduceți].

### Epoca modernă
Guvernată de regii Spaniei din 1479, Sicilia a suferit o teribilă epidemie de ciumă în 1656, urmată de un important cutremur în estul insulei în 1693.
După Tratatul de la Utrecht din 1713, Sicilia a trecut sub coroana de Savoia, care a fost cedată de către Casa de Habsburg în schimbul Sardiniei. În 1735, Sicilia, ca și Napoli a trecut sub autoritatea Bourbonilor spanioli formând regatul celor Două-Sicilii. Atunci când Napoleon i-a alungat pe bourboni de pe continent, aceștia s-au refugiat în Sicilia.

### Epoca contemporană
Din 1816 au fost inițiate unele mișcări de protest împotriva refuzului Bourbonilor de a accepta câteva reforme. În sfârșit, în 1860, după expediția lui Giuseppe Garibaldi, Sicilia s-a alăturat Italiei.
În ciuda unei dezvoltări economice, ce a avut loc după unificarea cu Italia, Sicilia a fost depășită la diferență mare de creșterea industrială a marilor zone urbane din nordul Italiei.
Rețeaua de crimă organizată cunoscută sub numele de mafia și-a păstrat influența din secolul al XIX-lea, 
deși parțial suprimată de regimul fascist de la sfârșitul anilor 1920.
După cel de Al Doilea Război Mondial, Sicilia a fost eliberată de forțele anglo-americane între 10 iulie și 16 august 1943.
După 1946, Sicilia a devenit regiune autonomă și a beneficiat de reforma agrară parțială din 1950-1962, precum și de fondurile speciale provenite de la Cassa per il Mezzogiorno, fondul guvernului italian pentru regiunile din sud.

## Galerie de imagini

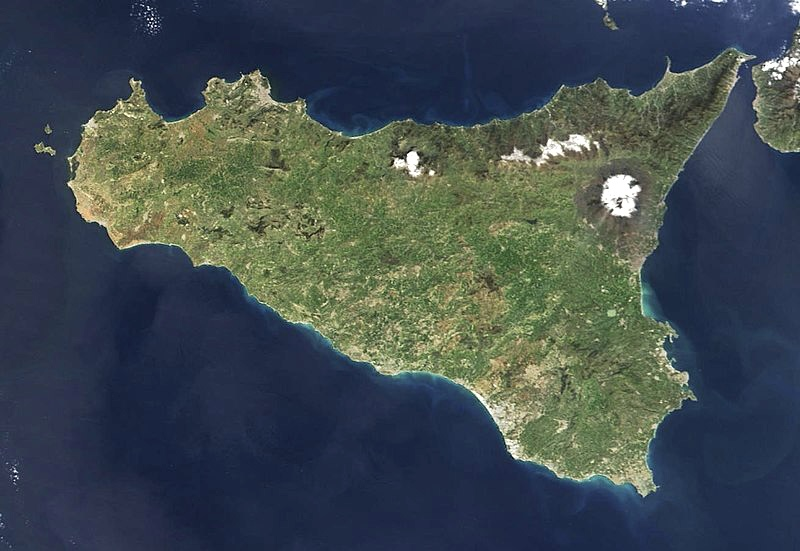
Fotografie orbitală a Siciliei (sursa: NASA)
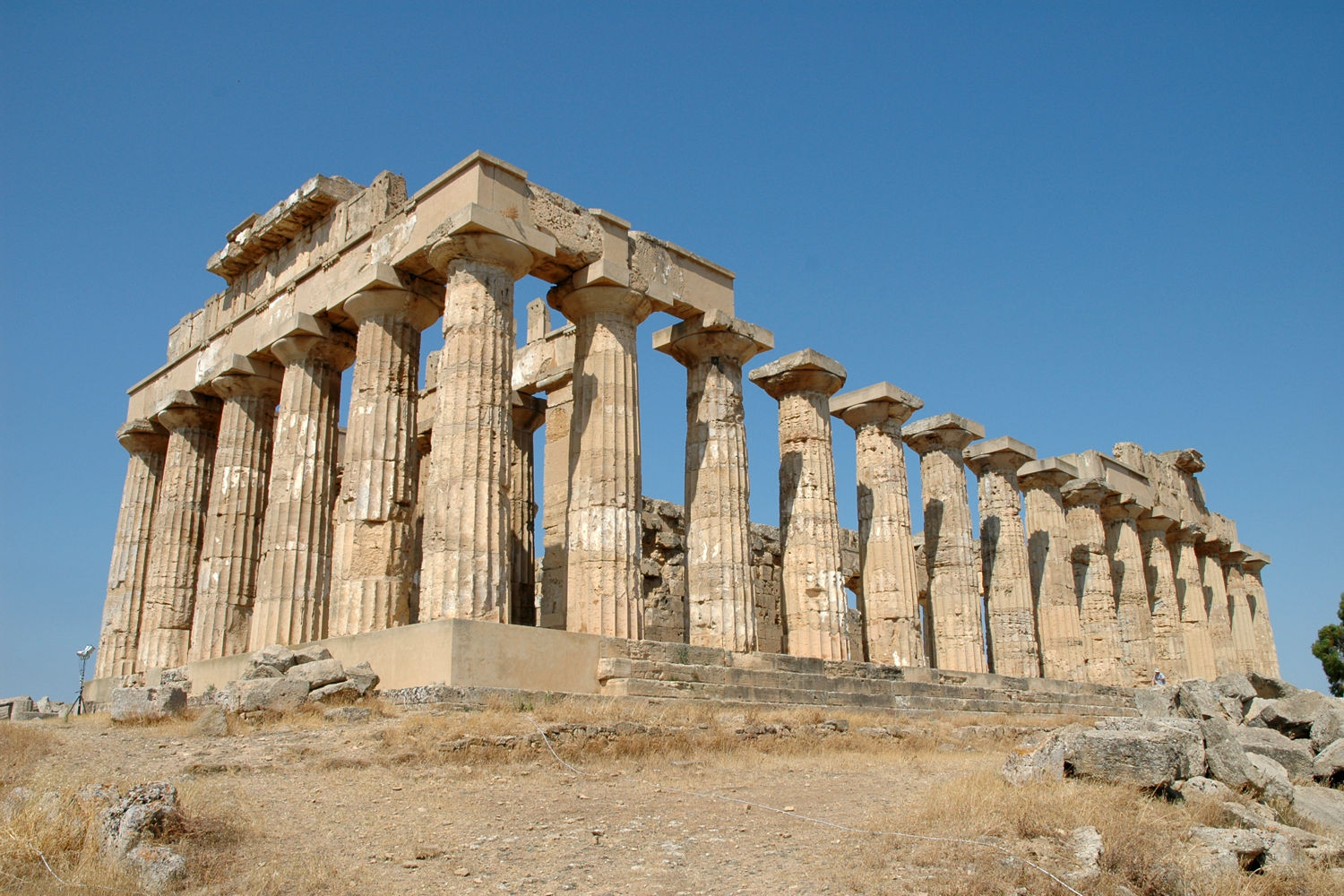
Templul E (Templul zeiței Hera) de la Selinunte (secolul al V-lea î.e.n.)
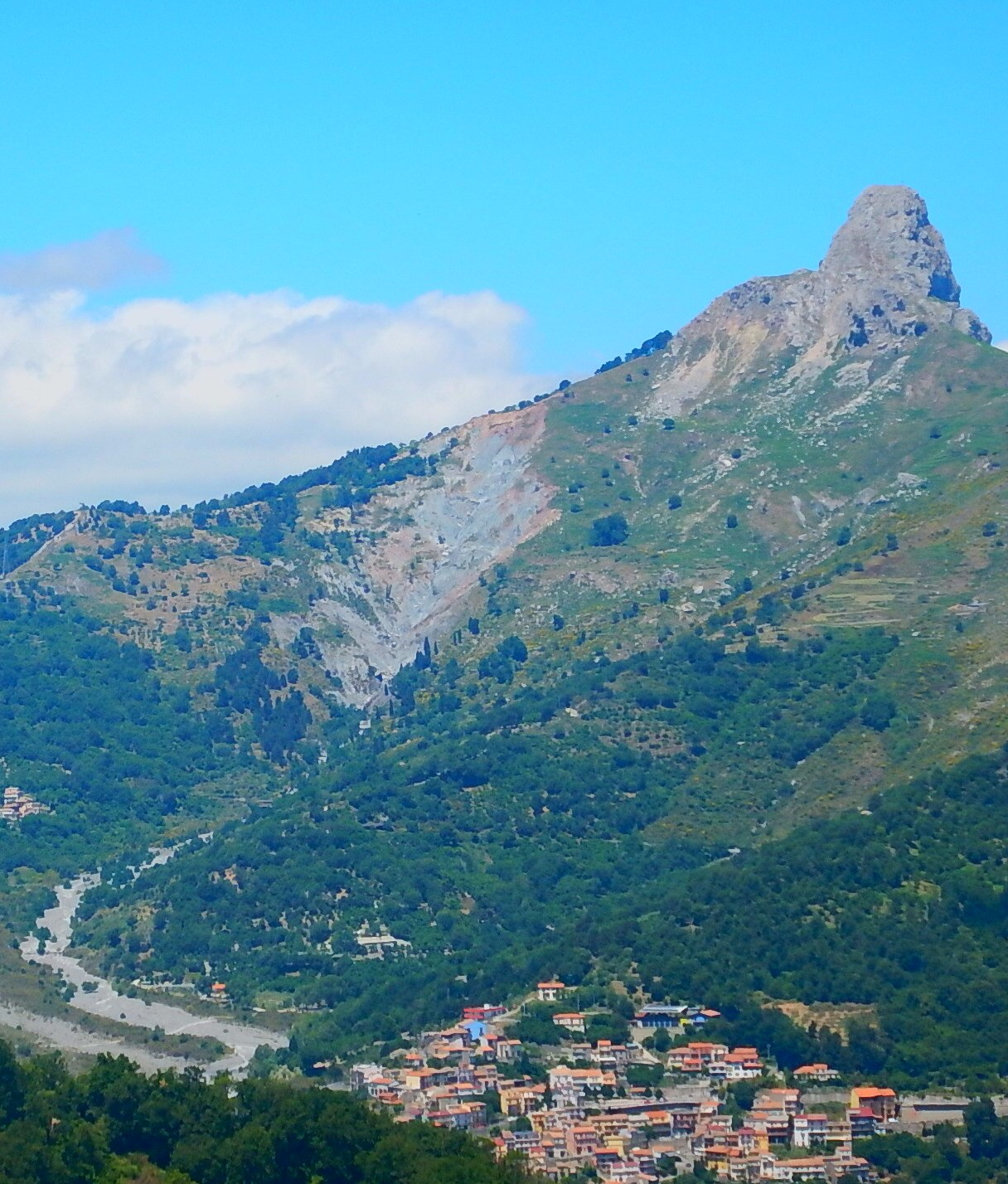
Muntele Rocca Salvatesta peste Fondachelli Fantina
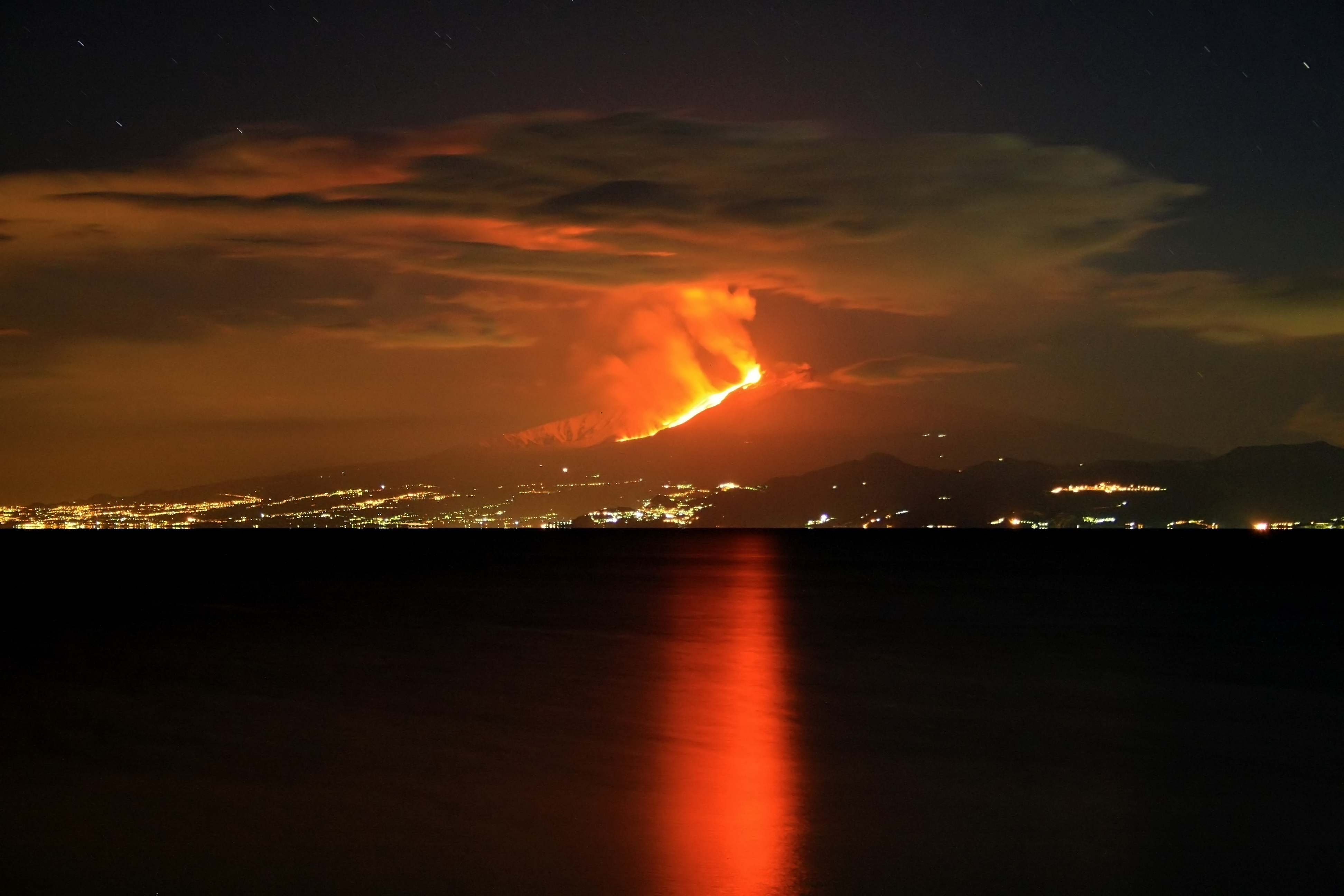
Erupția vulcanului Etna în 13.01.2011